# Roc del Migdia (Odèn)
El Roc del Migdia és una muntanya de 1.153 metres que es troba al municipi d'Odèn, a la comarca del Solsonès.
Aquest cim està inclòs al llistat dels 100 cims de la FEEC